# Metopilio mexicanus
Espèce
Synonymes
- Opilio mexicanus Roewer, 1956

Metopilio mexicanus est une espèce d'opilions eupnois de la famille des Globipedidae.

## Distribution
Cette espèce est endémique du Tamaulipas au Mexique. Elle se rencontre vers Tampico.

## Description
Le mâle holotype mesure 8 mm.

## Systématique et taxinomie
Cette espèce a été décrite sous le protonyme Opilio mexicanus par Roewer en 1956. Elle est placée dans le genre Metopilio par Cokendolpher et Cokendolpher en 1984.

## Étymologie
Son nom d'espèce lui a été donné en référence au lieu de sa découverte, le Mexique.

## Publication originale
- Roewer, 1956 : « Über Phalangiinae (Phalangiidae, Opiliones Palpatores). (Weitere Weberknechte XIX). » Senckenbergiana biologica, vol. 37, no 3/4, p. 247–318.